# Петров, Дмитрий Васильевич (фехтовальщик)
Дмитрий Васильевич Петров (род. 1 февраля 1985, Уфа) — российский фехтовальщик, мастер спорта международного класса.

## Биография
Родился 1 февраля 1985 года в городе Уфе Башкирской АССР.
Воспитанник СДЮШОР № 19 г. Уфы, ГАУ ЦПВСМ РБ (тренер Л. Р. Грушина).
Мастер спорта России (2001), мастер спорта России международного класса (2006) по фехтованию.
В 2003—2009 годах выступал за Учебно-тренировочный центр № 464.
Член сборной команды России (2006—2008).
В 2007 году окончил Уральскую государственную академию физической культуры.
Завершил спортивную карьеру в 2009 году. В том же году стал заместителем директора по спортивной работе Республиканской школы-интерната № 5 спортивного профиля.
В 2012 году стал стипендиатом Фонда поддержки олимпийцев России по программе «Спортивный менеджмент».

### Личный зачёт
- чемпион России[3] (2000), серебряный (2001; 2002), бронзовый призёр первенства России (2001) среди юношей;
- победитель этапов Кубка мира (2004, 2005) среди юниоров;
- обладатель (2006), бронзовый призёр (2007) Кубка России;
- бронзовый призёр чемпионата России (2004, 2007) среди мужчин.

### Командный зачёт
- серебряный призёр первенства России (2001);
- чемпион Международных юношеских игр стран СНГ, Балтии, регионов России (2002) среди юношей;
- чемпион мира (2005);
- чемпион Европы (2003), бронзовый призёр чемпионата Европы (2004);
- многократный победитель и призёр первенств России (2000—2005) среди юниоров;
- чемпион России (2004), серебряный (2010), бронзовый (2003, 2005, 2006, 2007, 2008, 2009) призёр чемпионата России среди мужчин.